# ザ・ダーティー・マック
ザ・ダーティー・マック (英語: The Dirty Mac) は、ローリング・ストーンズ主導により撮影されたスタジオ・ライブ映像作品『ロックンロール・サーカス』のため1968年12月11日に一度だけ結成されたスーパーグループ。

## 解説
『ロックンロール・サーカス』の撮影が決まった際、ローリング・ストーンズのミック・ジャガーとキース・リチャーズはビートルズのメンバーを呼ぶ提案をした。これが結実し、ビートルズのジョン・レノンの参加が実現した。一方のレノンもまた、まだビートルズとして活動中ではあったがポール・マッカートニーとの軋轢により、活動に嫌気が差していた時期であったため、ストーンズ側からの提案を快諾したという。レノンはこのバンドで初めてビートルズ以外のメンバーと人前で演奏した。バンド名は当時イギリスで有名になっていたブルース・バンドのフリートウッド・マックにかけた言葉遊び。
1968年12月11日に収録された映像は長い間未公開となっていたが、1996年になってビデオとアルバムがようやく発売され、2004年にDVD化されている。さらに2019年には4Kレストアされて画質と音質が向上したBlu-ray DiscとDVDが、リミックスとリマスタリングが施されてボーナス・トラックも追加されたサウンドトラック盤2枚とブックレット（44ページ）がセットになった完全限定デラックス・エディションとして再発売された。

## メンバー
- ジョン・レノン（変名：ウィンストン・レッグサイ[1][4]） - リード・ボーカル、リズムギター （ビートルズ）
- エリック・クラプトン - リードギター （クリーム）
- ミッチ・ミッチェル - ドラムス （ジミ・ヘンドリックス・エクスペリエンス）
- キース・リチャーズ - ベース （ローリング・ストーンズ）

## 演奏曲目
1. ヤー・ブルース - Yer Blues
ビートルズが同年に発売したアルバム『ザ・ビートルズ』に収録されている楽曲。
この時のクラプトンの演奏を気に入ったレノンは、1969年9月13日トロントで開催された「ロックン・ロール・リバイバル」にプラスティック・オノ・バンドとして参加した際にもクラプトンをリードギターに同曲を演奏した。
2. ホール・ロッタ・ヨーコ - Whole Lotta Yoko
ボーカルでオノ・ヨーコ、ヴァイオリンでイヴリー・ギトリスがそれぞれ参加。